# Irina Begljakova
Irina Anatoljevna Begljakova (ryska: Ирина Анатолъевна Беглякова), född 26 februari 1933, död 19 mars 2018 i Moskva, var en sovjetisk friidrottare.
Begljakova blev olympisk silvermedaljör i diskuskastning vid sommarspelen 1956 i Melbourne.